# Bunaba jezik
Bunaba jezik (bunuba, punapa, punuba; ISO 639-3: bck), jedan od dva bunaba jezika, velika australska porodica, kojim govori 160 ljudi (1996 census) u državi Zapadna Australija, podričje Fitzroy Crossinga.
Govore ga starije osobe. Nameće se kriolski [rop].

## Vanjske poveznice
- Ethnologue (14th)
- Ethnologue (15th)